# Propanoato de heptila
Propanoato de heptila é o éster do ácido propanoico e o heptanol, de fórmula CH3CH2COO(CH2)6CH3,  utilizado na indústria alimentícia e na perfumaria como aroma.